# Friday (ścieżka dźwiękowa)
Friday – ścieżka dźwiękowa pochodząca z roku 1995, z filmu Friday. Została wydana 11 kwietnia, 1995. Kompozycja debiutowała na 1. miejscu notowania Billboard 200 i 1. na Top R&B/Hip-Hop Albums. Do sukcesu albumu przyczynił się singiel rapera Dr. Dre – "Keep Their Heads Ringin’", który został zatwierdzony jako złoto przez RIAA. Ścieżka dźwiękowa została zatwierdzona jako podwójna platyna.

## Lista utworów
| Nr | Tytuł                                | Wykonawca                     | Czas |
| -- | ------------------------------------ | ----------------------------- | ---- |
| 1  | Friday                               | Ice Cube                      | 3:51 |
| 2  | Keep Their Heads Ringin’             | Dr. Dre                       | 5:06 |
| 3  | Friday Night                         | Scarface featuring CJ Mac     | 3:40 |
| 4  | Lettin' Niggas Know                  | Threat                        | 4:30 |
| 5  | Roll It Up, Light It Up, Smoke It Up | Cypress Hill                  | 3:37 |
| 6  | Take a Hit                           | Mack 10                       | 4:36 |
| 7  | Tryin' to See Another Day            | The Isley Brothers            | 3:38 |
| 8  | You Got Me Wide Open                 | Bootsy Collins Bernie Worrell | 4:43 |
| 9  | Mary Jane                            | Rick James                    | 3:58 |
| 10 | I Wanna Get Next to You              | Rose Royce                    | 3:59 |
| 11 | Superhoes                            | Funkdoobiest                  | 3:44 |
| 12 | Coast II Coast                       | Tha Alkaholiks                | 5:09 |
| 13 | Blast If I Have To                   | E-A-Ski                       | 4:00 |
| 14 | Hoochie Mama                         | 2 Live Crew                   | 3:00 |
| 15 | I Heard It Through the Grapevine     | Roger Troutman                | 6:49 |